# جائزة أوروبا الكبرى 1993
جائزة أوروبا الكبرى 1993 (بالإنجليزية: 1993 European Grand Prix)‏ هو سباق فورمولا 1
أقيم بتاريخ 11 أبريل 1993 في دونينجتون بارك، المملكة المتحدة، وأحد سباقات بطولة العالم لسباقات الفورمولا واحد موسم 1993، وكان أول المنطلقين ألن بروست.
فاز بالمركز الأول  آيرتون سينا، وكان صاحب أسرع لفة آيرتون سينا.